# لوك ليهي
لوك ليهي (بالإنجليزية: Luke Leahy) هو لاعب كرة قدم بريطاني، ولد في 19 نوفمبر 1992 في كوفنتري في المملكة المتحدة. لعب مع نادي فالكيرك ونادي والسول.

## وصلات خارجية
- لوك ليهي على موقع قاعدة بيانات كرة القدم.إي يو (الإنجليزية)
- لوك ليهي على موقع Soccerbase.com (لاعب) (الإنجليزية)
- لوك ليهي على موقع Soccerway.com (الإنجليزية)